# Peripsychoda viduata
Peripsychoda viduata és una espècie d'insecte dípter pertanyent a la família dels psicòdids que es troba a Austràlia: Victòria i Tasmània.